# Geversite
La geversite è un minerale.